# Peninha (revista)
Peninha foi uma revista em quadrinhos Disney brasileira estrelada pelo Peninha e editada pela Editora Abril.
Teve duas séries. A primeira durou 56 edições e foi de Setembro de 1982 a Outubro de 1984 ,com periodicidade quinzenal. A segunda série durou 19 edições e foi de Setembro de 2004 a Janeiro de 2007, com periodicidade mensal .
A edição mundial de estréia do personagem foi na Itália, na revista Topolino #453 (revista do Mickey), em 1964.